# فارنافاس
فارنافاس (Βαρνάβας، وسميت على القديس برنابا) هي مدينة في إقليم أتيكا في اليونان.
يبلغ عدد سكانها حوالي 1678 نسمة.